# Barbara Lis-Romańczuk
Barbara Lis-Romańczuk (ur. 1935 roku w Poznaniu) – polska artystka, słynąca z medalierstwa, grafiki i autorskiej techniki baliru. Ukończyła Państwowe Liceum Sztuk Plastycznych w Poznaniu, a następnie Państwową Wyższą Szkołę Sztuk Plastycznych w Gdańsku. Studia ukończyła dyplomem w 1960 roku. Przez kolejne lata swojej twórczości związana była z Olsztynem. W 1961 roku została przyjęta do Związku Polskich Artystów Plastyków Okręgu Olsztyńskiego.

## Twórczość
Przez wszystkie lata swojej artystycznej działalności stworzyła wiele medali i prac plastycznych. Szczególnym wyróżnieniem był zrealizowany projekt Nagrody Prezydenta Olsztyna im. Hieronima Skurpskiego, którą to nagrodę sama otrzymała w 2011 roku.
Stworzyła własną technikę artystyczną nazwaną balir od pierwszych liter imienia i nazwiska – BA – Barbara; LI – Lis; R – Romańczuk. Jest to technika reliefowa, charakteryzująca się subtelnością wykonania. Pozwala na uzyskanie przestrzeni jak w przypadku medalu, tworzona przy użyciu rwanego papieru, który następnie nakładano na siebie.

### Wystawy indywidualne
Wybrane prace:
- 1964 – Wystawa medali, Toruń, Białystok
- 1964 – Medale i rysunki, Olsztyn
- 1967 – Wystawa medali, Sopot, Olsztyn
- 1968 – Wystawa medali, Poznań
- 1970 – 1974 - Wystawa medali, Warszawa
- 1976 – Wystawa rysunku, Rzeszów
- 1976 – Wystawa medali, Białystok, Olsztyn
- 1979 – Wystawa medali, Lipsk
- 1982 – Wystawa grafiki, Olsztyn
- 1990 – Wystawa medali, Białystok
- 1991 – Wystawa medali, Niemcy
- 2000 – Wystawa medali „Ogrody gorzkich popiołów”, Olsztyn

### Wystawy zbiorowe (wybór)
Wybrane prace:
- 1963 – Ogólnopolska wystawa medalierstwa, Warszawa
- 1968 – Międzynarodowa wystawa medalierstwa, Haga
- 1964 – 20 lat PRL w twórczości plastycznej Okręgu Olsztyńskiego ZPAP, Olsztyn
- 1965 – XX lat PRL w twórczości plastycznej, Warszawa
- 1966 – XX lat plastyki olsztyńskiej 1946-1966, Olsztyn
- 1969 – Warmia i Mazury w 25-lecie PRL, Olsztyn
- 1970 – V Doroczna wystawa plastyki olsztyńskiej, Reszel
- 1972 – 50 lat medalierstwa polskiego 1920-1970, Francja
- 1974 – Medalierstwo w XXX-leciu Polski Ludowej 1944-1974, Wrocław
- 1977 – XXX lat plastyki olsztyńskiej, Olsztyn
- 1983 – Motyw muzyczny w medalierstwie współczesnym, Wrocław
- 1985 – Plastyka Ziem Zachodnich i Północnych w 40-lecie powrotu do Macierzy, Olsztyn
- 1990 – Międzynarodowa wystawa medalierstwa, Helsinki (Finlandia)
- 1997 – 50 lat plastyki na Warmii i Mazurach, Olsztynek
- 2003 – „Olsztyńskie klimaty” wystawa z okazji jubileuszu 650-lecia Olsztyna, Olsztyn
- 2003 – III Olsztyńskie Biennale Plastyki „O Medal Prezydenta”, Olsztyn
- 2005 – IV Olsztyńskie Biennale Plastyki „O Medal Prezydenta”, Olsztyn
- 2011 – VII Olsztyńskie Biennale Plastyki „O Medal Prezydenta”, Olsztyn

## Nagrody i odznaczenia
Za swoje prace uzyskała liczne nagrody i wyróżnienia, m.in.:
- Pierwsza nagroda w konkursie na medal „X wieków Gdańska” (1962)
- Trzecia nagroda w konkursie Śląsk w plastyce (Katowice, 1964)
- Pierwsza nagroda w konkursie Miasta i miasteczka Warmii i Mazur (Olsztyn, 1966)
- Wyróżnienie na V Paryskim Biennale Młodych (Francja, 1967)
- Druga nagroda w konkursie Turystyka na Warmii i Mazurach (1967)
- Medal honorowy na Międzynarodowej wystawie Kobieta w Medalierstwie (Hiszpania, 1968)
- Pierwsza i trzecia nagroda w konkursie Życie i praca na Warmii i Mazurach (Olsztyn, 1968)
- Druga i trzecia nagroda w Konkursie Mikołaj Kopernik i jego idea (1970)
- Pierwsza nagroda w dziedzinie grafiki i druga nagroda w dziedzinie rzeźby w konkursie „Mikołaj Kopernik i jego idea” (1972)
- Druga nagroda w dziedzinie grafiki na Wystawie olsztyńskiego środowiska plastycznego „O Medal Prezydenta” w 1976 roku (Olsztyn, 1976)
- Nagroda II-go stopnia Ministra Kultury i Sztuki za twórczość w dziedzinie medalierstwa (1977)
- Złota Odznaka Związku Polskich Artystów Plastyków (1980)
- Nagroda na I Olsztyńskim Biennale Plastyki (1998)
- Wyróżnienie w dziedzinie rzeźby na II Olsztyńskim Biennale Plastyki „O Medal Prezydenta” (2000)
- Wyróżnienie Honorowe Prezesa ZPAP na VII Olsztyńskim Biennale Plastyki „O Medal Prezydenta” (2011)
- Nagroda Prezydenta Olsztyna im. Hieronima Skurpskiego (2011)
- Nagroda Indywidualna Marszałka Województwa w Dziedzinie Kultury (2017)